# Cedar Grove (Florida)
Cedar Grove ist ein gemeindefreies Gebiet (unincorporated area) im Bay County im US-Bundesstaat Florida. Das U.S. Census Bureau hat bei der Volkszählung 2020 eine Einwohnerzahl von 3.148 ermittelt.

## Geographie
Cedar Grove grenzt direkt an die Städte Panama City, Lynn Haven und Springfield und liegt rund 130 km westlich von Tallahassee. Der Ort wird von den U.S. Highways 231 (SR 75) und 98 (SR 30A) sowie den Florida State Roads 389 und 390 durchquert.

## Geschichte
Cedarg Grove war von 1951 bis 2008 eine selbständige Stadt (town). Ein Bürgerentscheid stimmte mit Wirkung zum 22. Oktober 2008 jedoch für die Auflösung der Kommune. Seitdem wird Cedar Grove direkt vom County mitverwaltet.